# 공포일
공포일은 법령의 시행일은 효력발생일을 말하며, 공포일이 그 기준일이 된다. 공포일은 "그 법령 등을 게재한 관보 또는 신문이 발행된 날"이다.

## 공포일과 시행일이 동일한 경우
법령 등의 발행된 날의 의미에 대하여는 관보일자시설, 관보인쇄완료시설, 발송절차완료시설, 지방배포시설 등의 견해가 있으나 도달주의의 입장에서 관보가 서울의 중앙 보급소에 도달하여 국민이 구독 가능한 상태에 놓인 최초의 시점으로 보는 "최초구독가능시설"이 통설과 판례의 태도이다.

## 공포일과 시행일이 다른 경우
판례는 공포일과 시행일이 다른 경우에는 공포일을 관보가 실제로 인쇄된 날로 본다.

## 공포의 방법
법령, 조약 등의 공포의 경우에는 관보에 게재한다. 대통령의 법률안거부권행사로 인하여 재의결된 법률을 국회의장이 공포하는 경우에는 서울특별시에서 발행되는 2개 이상의 일간신문에 게재하는 방법으로 공포한다. 조례, 규칙은 당해 자치단체의 공포나 일간신문에 게재 또는 게시판에 게시를 통하여 공포한다.

## 같이 보기
- 공포

## 참고 문헌
- 《송시우행정법》2007년 개정조문 완벽반영, 송시우 편저 p96, 97